# Кескател
Кескател (фр. Keskastel) насеље је и општина у Француској у региону Алзас, у департману Доња Рајна.
По подацима из 2011. године у општини је живело 1585 становника, а густина насељености је износила 84,0 становника/km².

## Демографија
| 1962. | 1968. | 1975. | 1982. | 1990. | 2011. |
| ----- | ----- | ----- | ----- | ----- | ----- |
| 1.306 | 1.366 | 1.297 | 1.316 | 1.362 | 1.585 |